# Восстание Уайатта

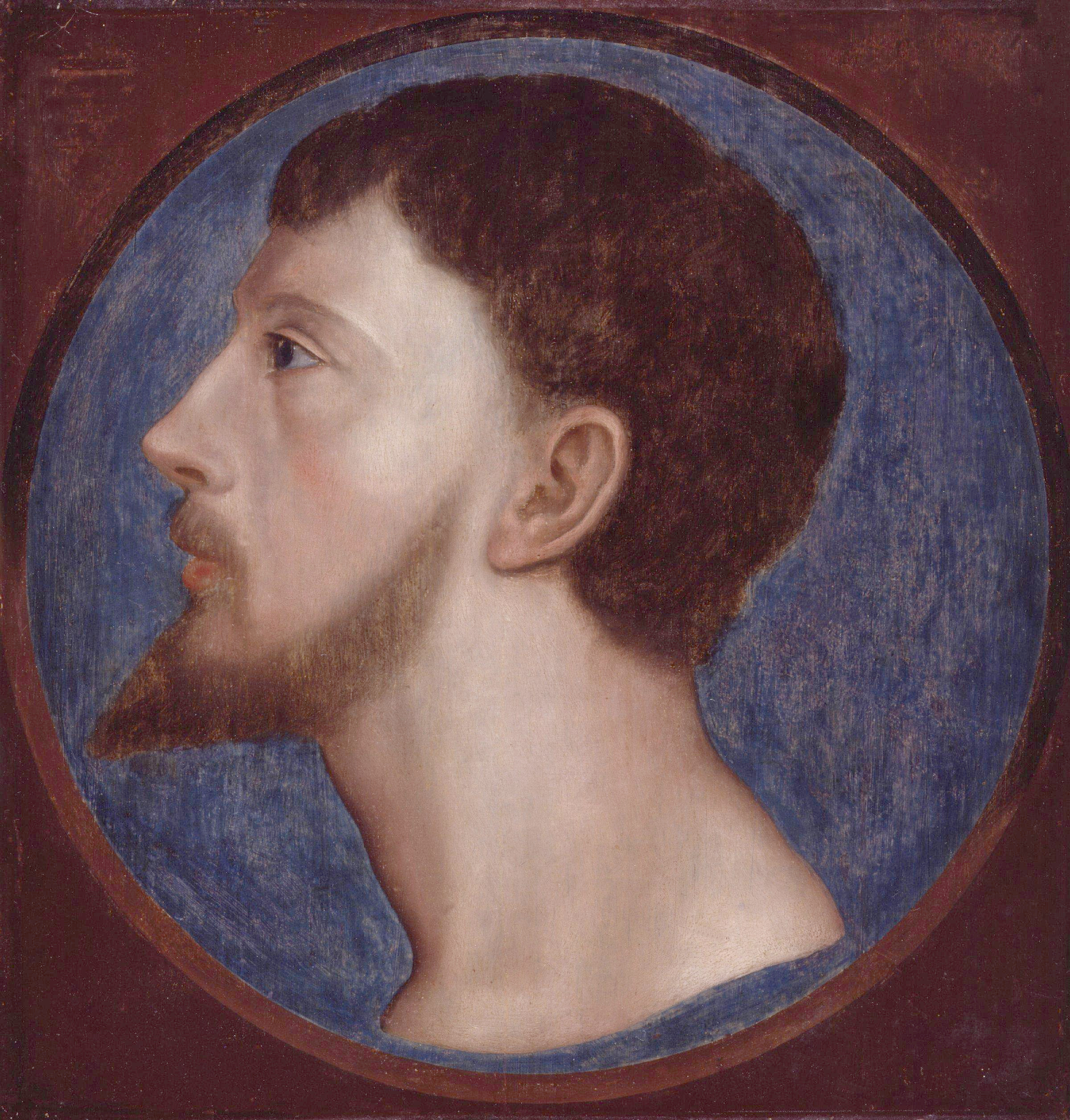
Вождь заговорщиков, Томас Уайатт-младший. Посмертный портрет, вероятно, выполненный на основе портрета Уайатта-старшего кисти Ганса Гольбейна

Восстание Томаса Уайатта против королевы Англии Марии Тюдор началось в январе 1554 года. Заговор, составленный в ноябре — декабре 1553 года, предполагал одновременный вооружённый мятеж в четырёх графствах Англии, однако относительный успех имело только восстание в Кенте во главе с Томасом Уайаттом-младшим. Из всех мятежей эпохи Тюдоров восстание Уайатта было наиболее близко к захвату верховной власти. Между 25 января и 3 февраля 1554 года отряды Уайатта силами до 3 тысяч человек заняли графство, отразили удары правительственных сил и вошли в предместья Лондона. 7 февраля восставшие пошли на приступ Лондона и были подавлены правительственными войсками. В боевых действиях в Кенте и Лондоне погибли от 60 до 70 человек с обеих сторон. Около ста человек были казнены, в том числе Уайатт, Генри Грей и не участвовавшие в заговоре Джейн Грей и её муж Гилфорд Дадли. Большинство участников восстания были помилованы Марией.
Цели и мотивы заговорщиков точно не известны. Восставшие заявляли своей целью предотвращение династического брака между Марией и испанцем Филиппом. Наиболее вероятно, что действительными целями были низложение Марии и передача короны её сестре Елизавете.

## Предыстория

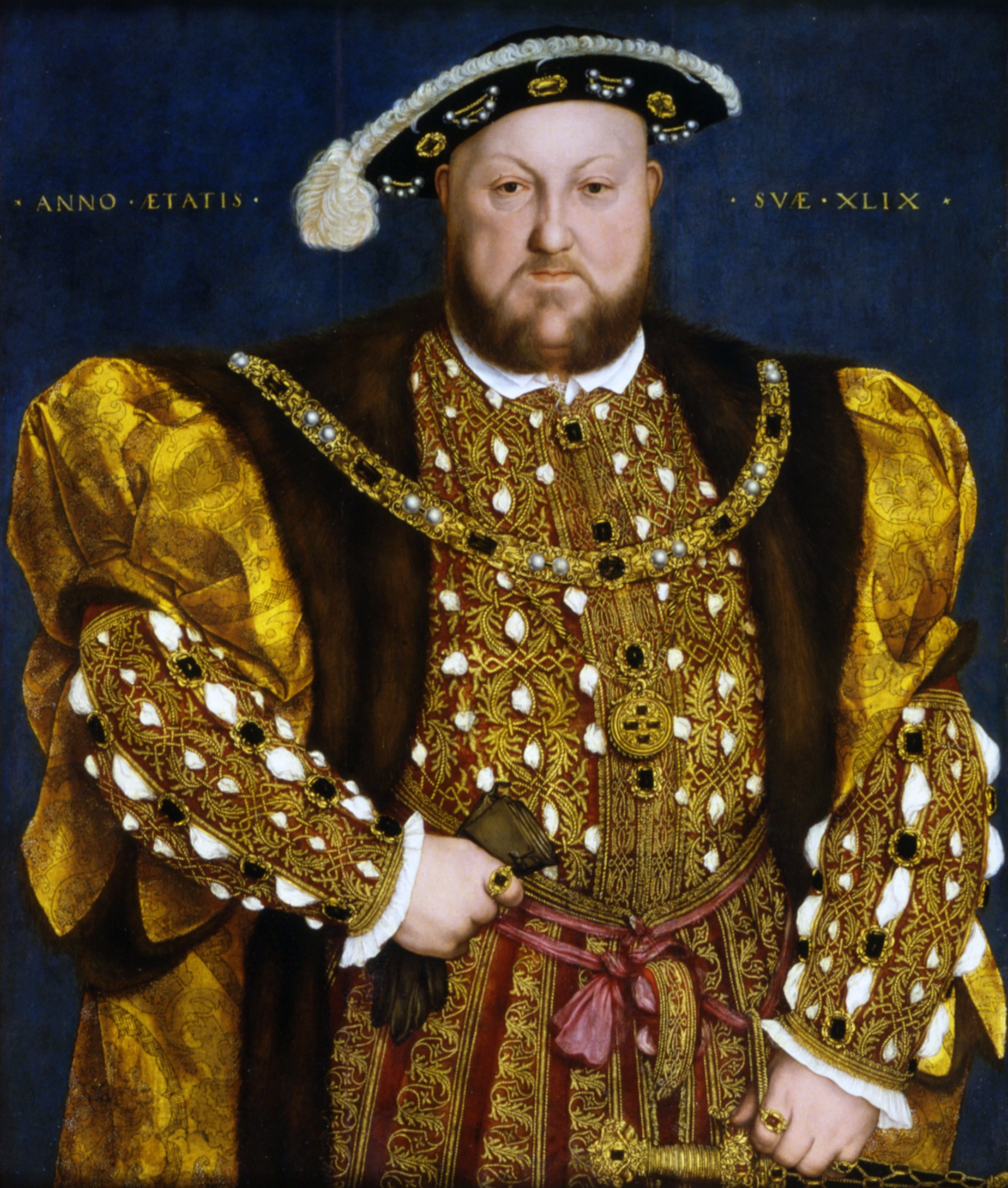
Генрих VIII, портрет 1540 года

В 1532—1539 годах король Англии Генрих VIII разорвал отношения со Святым Престолом, учредил Церковь Англии и национализировал монастырские владения. Епископы, отказавшиеся подчиниться Актам о супрематии, были казнены. Приближённые короля были щедро вознаграждены монастырскими землями, широкий круг лояльного к Генриху дворянства обогатился на земельных спекуляциях. Генрих был последователен в вопросах денежных и политических, но не имел твёрдого мнения в вопросах веры — в последующие годы он склонялся и к реставрации католического обряда, и к протестантизму. Его старшая дочь Мария (1516—1558) выросла католичкой, сын Эдуард (1537—1553) — протестантом. Личные религиозные взгляды младшей дочери Генриха Елизаветы (1533—1603) остаются точно неизвестными (в годы своего правления Елизавета придерживалась «среднего курса» на примирение католиков и протестантов).
Генрих скончался в 1547 году, передав трон малолетнему Эдуарду. Назначенный Генрихом совет верховников передал исключительные регентские права Эдуарду Сеймуру (с 1547 года герцог Сомерсет). В 1549 году Сеймур попал в опалу, а место регента занял Джон Дадли (с 1551 года герцог Нортумберленд). И Сеймур, и Дадли активно проводили протестантские реформы, но не могли изменить исторически сложившуюся религиозность народа: протестанты были сильны при дворе, но абсолютное большинство англичан оставались убеждёнными католиками. В 1549 году замена богослужебных книг спровоцировала народное восстание в западной Англии, а несправедливый раздел земель и огораживания — восстание Роберта Кета в Норфолке.

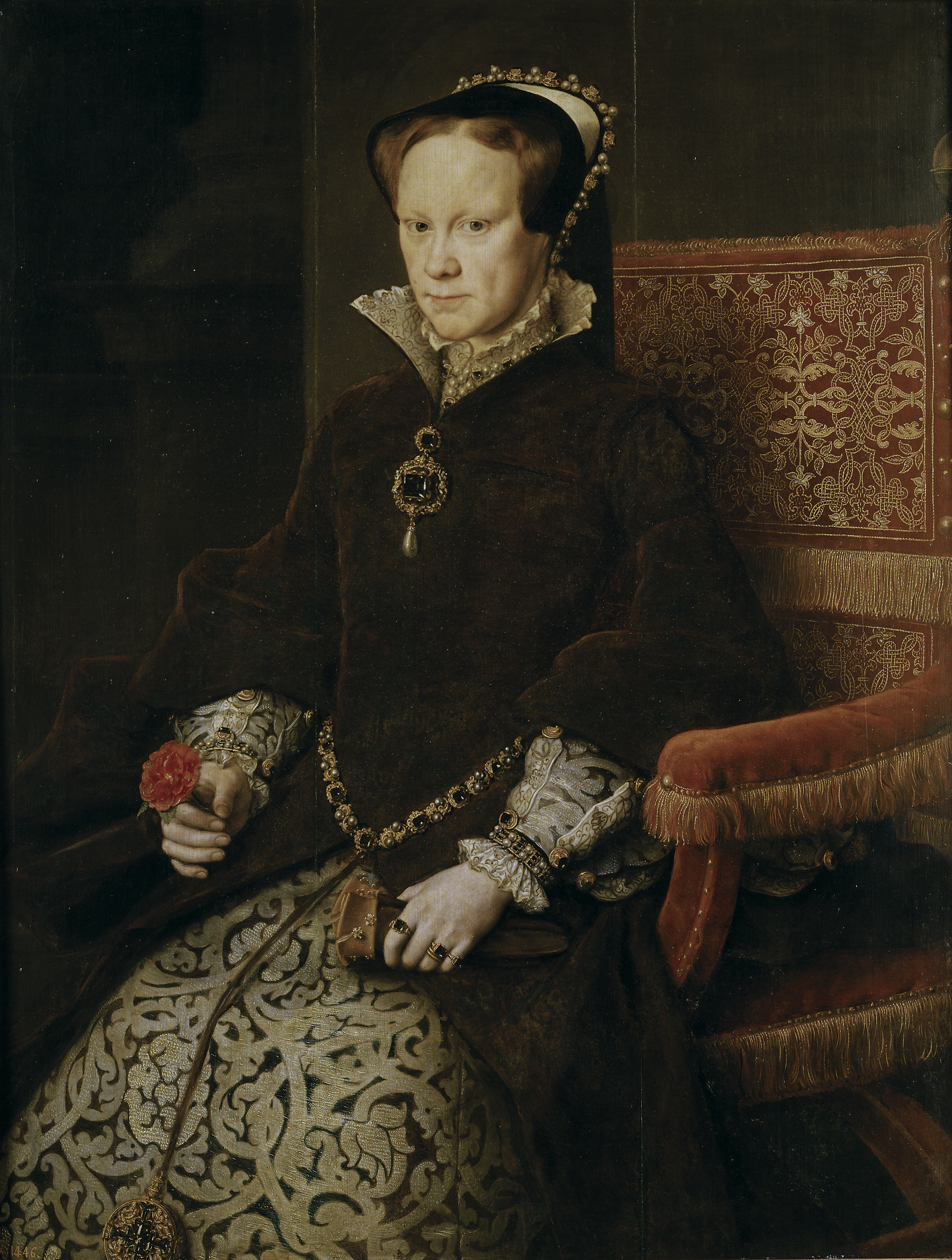
Мария I, портрет 1554 года

В феврале 1553 года Эдуард заболел — как оказалось, неизлечимо. В июне 1553 года находившийся при смерти король под влиянием Дадли отстранил Марию и Елизавету от престолонаследия и назначил своей преемницей шестнадцатилетнюю Джейн Грей, правнучку Генриха VII и невестку временщика Дадли. После смерти Эдуарда, последовавшей 6 июля, Джейн Грей «правила» Англией с 10 по 19 июля 1553 года. За это время бежавшая из Лондона католичка Мария сумела мобилизовать внушительную армию и склонить на свою сторону Тайный Совет. После того, как рассчитывавший на скорую военную победу Джон Дадли отправился вдогонку за Марией, Совет низложил Джейн Грей и призвал на трон Марию. Джон Дадли сдался на милость победительницы и был казнён 22 августа 1553 года. Джейн Грей и её муж Гилфорд Дадли были осуждены на смерть 13 ноября 1553 года, но колебавшаяся Мария не торопилась исполнять приговор.
После переворота незамужняя Мария озаботилась подбором подходящего жениха. 2 августа 1553 года Мария публично сказала, что, будучи частным лицом, она не собиралась выходить замуж — но, став королевой, она должна найти себе супруга. Свой выбор Мария доверила двоюродному брату и наставнику Карлу V, сделав оговорку, что окончательное решение остаётся за ней. Первым, ожидаемым и приемлемым для знати кандидатом стал Эдвард Кортни, правнук короля Эдуарда IV и дальний родственник Марии. Всю свою сознательную жизнь, с 1538 года по 1553 год, он провёл в заточении в Тауэре. Мария освободила Кортни и вернула ему титул графа Девон, но лично с ним не встретилась. Вероятно, она ожидала, что Кортни будет сам искать встречи с ней, но тот, опасаясь придворных интриг, не предпринял никаких шагов к сближению. Интриги всё же последовали — со стороны испанских послов, распространявших слухи о возможном союзе между Кортни и Елизаветой.

## Заговор

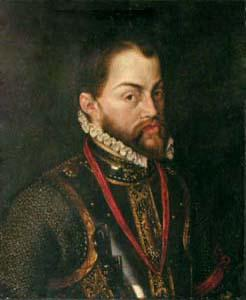
Филипп II, фрагмент портрета 1557 года

29 сентября 1553 года Мария приняла в орден Бани группу новых кавалеров, включая Кортни и Генри Невилла, лорда Абергавенни, а 1 октября короновалась в Вестминстерском аббатстве. К этому времени казна королевства опустела, и Марии пришлось всерьёз задуматься о внешних займах. По мнению Дэвида Лодса, Мария осознавала свою неспособность управлять страной и в трудную минуту опиралась в первую очередь на своих родственников по материнской линии — испанских Габсбургов, которых представлял в Лондоне посол Симон Ренар. Под влиянием Ренара королева отказалась от брака с Кортни в пользу испанца Филиппа II. 23 октября Мария, не называя имени Филиппа, разъяснила своё решение вельможам и епископам, просившим её о браке с Кортни: государству и королеве нужен не брак с англичанином, но династический союз с мощной дружественной державой. 16 ноября депутаты Палаты общин обратились к Марии с петицией в пользу брака с соотечественником и получили жёсткий отказ. Слухи о предстоящем браке с Филиппом просочились из дворца на улицы, взбудоражив лондонскую чернь и дворянскую оппозицию. Народ не доверял испанцам, дворяне-протестанты обоснованно опасались католической реакции.
По мнению Лодса, мятеж зародился именно в среде парламентариев, несогласных с выбором королевы. Ядро заговора составили депутаты
Николас Арнолд, Питер Керью, Джеймс Крофт (Крофтс), Уильям Пикеринг, Эдвард Робертс, Томас Уайатт и Джордж Харпер, а также Уильям Уинтер и Уильям Томас. Арнолд, Крофт, Керью, Уайатт были крупными землевладельцами, Пикеринг — послом во Франции во времена Джона Дадли, Уинтер служил контролёром флота, Томас — клерком Тайного Совета. Керью, Пикеринг, Томас и Уайатт были протестантами, другие заговорщики не имели явных религиозных убеждений. Все, кроме Томаса, принадлежали к высшему классу английского общества, но влиятельных вельмож и военачальников среди них не было. Крупнейшие деятели времён Генриха VIII и Эдуарда, дожившие до ноября 1553 года, благоразумно предпочли остаться в тени: к заговору примкнул только Генри Грей, отец Джейн Грей.

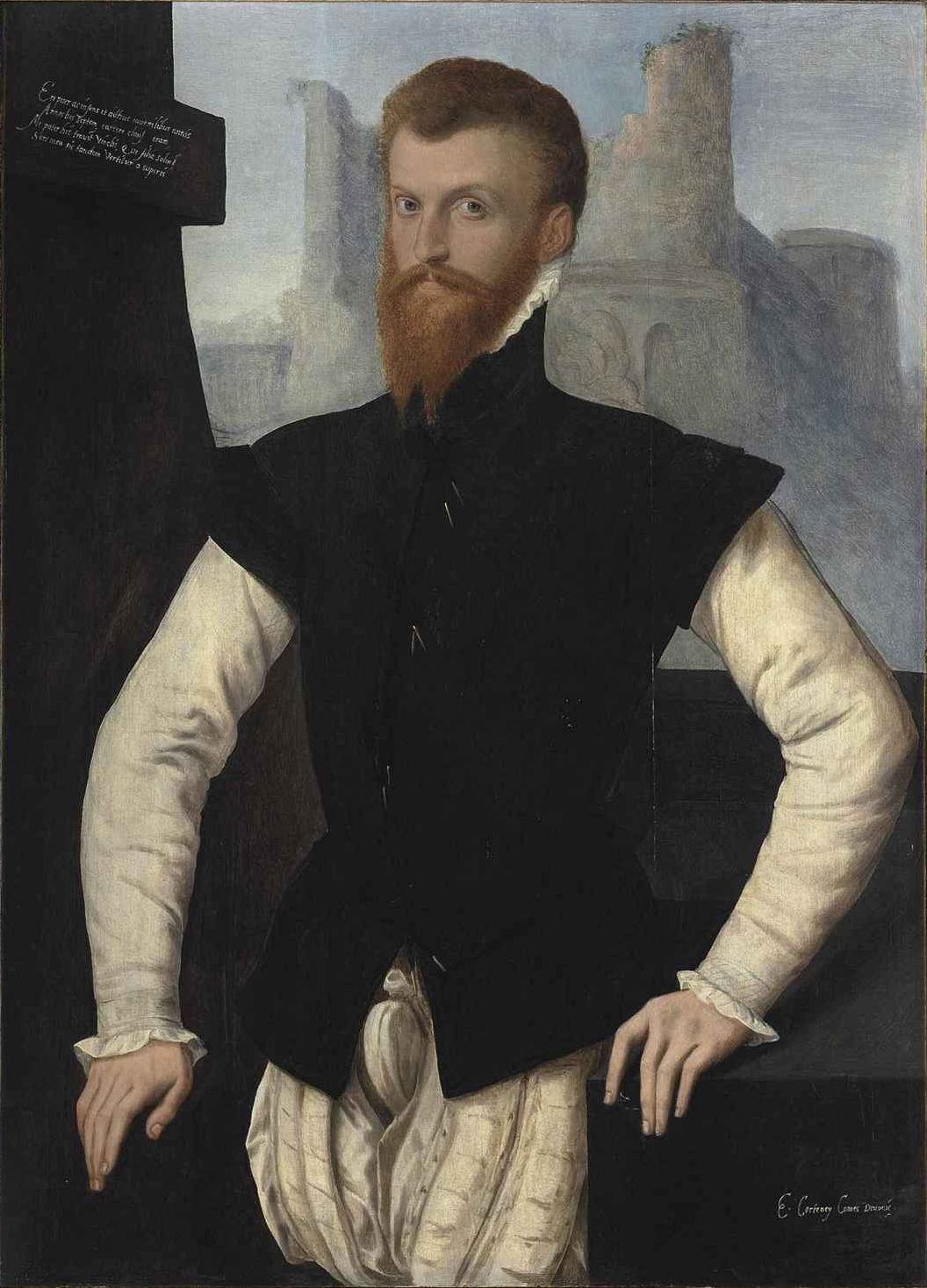
Эдвард Кортни, прижизненный портрет

26 ноября 1553 года несогласные впервые встретились в окрестностях лондонского замка Бейнерд, чтобы обсудить возможность переворота. Уильям Томас, который, возможно, и организовал эту встречу, настаивал на убийстве Марии, но большинство заговорщиков высказались за сохранение ей жизни. Место Томаса во главе заговора перешло к Джеймсу Крофту. К 22 декабря определилась тактика восстания. Мятеж должен был вспыхнуть на Пасху, 18 марта 1554 года, одновременно в четырёх местах: Крофт отвечал за возмущение в Хартфордшире, Генри Грей — в Лестершире, Уайатт — в Кенте, Керью с поддержкой Кортни — в Девоне. Именно Девон — родина Кортни и вероятный плацдарм высадки испанцев — считался первоочередной целью. Кортни был посвящён в заговор, но не принял в нём активного участия. По мнению биографа Кортни Джеймса Тейлора, проживший половину жизни в тюремной камере Кортни вряд ли рискнул бы своей долгожданной свободой. Ни Уайатт, ни его ближайшие сторонники не сказали на допросах и слова против Кортни и Елизаветы. Лишь Николас Трокмортон дал показания о том, что Кортни якобы должен был сопровождать Трокмортона в поездке к Керью с целью начать мятеж в Девоне и Корнуолле. Имелись и косвенные свидетельства тому, что незадолго до восстания Кортни бывал в местах, где он мог бы встречаться с Уайаттом — но ничего определённого.
Точная цель заговора остаётся неизвестной. На суде заговорщики клялись, что их единственной целью было принуждение Марии к отказу от брака с Филиппом.
Ренар и епископ Стефан Гардинер считали, что заговорщики планировали передать корону Елизавете. Гардинер полагал, что заговорщики намеревались восстановить эдуардовскую политику в делах религии — что подразумевало низложение католички Марии. Ренар утверждал, что реальным двигателем заговора был французский двор, а Елизавета сознательно выполняла французские инструкции. Заговорщики действительно использовали имя Елизаветы в агитации, посылали ей письма-воззвания, но сама Елизавета в заговоре не участвовала и не сделала ничего, что могло бы скомпрометировать её.
Согласно наиболее распространённой современной трактовке, заговорщики решили силой отстранить Марию от власти, передать корону Елизавете и выдать её замуж за Кортни, тем самым восстановив в стране протестантизм времён Эдварда VI. Менее вероятно, что они собирались вернуть корону Джейн Грей. Значение религиозного фактора может быть оценено лишь приблизительно, так как мятежники намеренно избегали твёрдых заявлений по вопросам веры. Уайатт инструктировал своих сторонников: «Вы не должны даже упоминать религию, ибо это отвратит от нас сердца многих» (англ. You may not so much as name religion, for that will withdraw from us the hearts of many).
Мотивы заговорщиков также не вполне ясны: заговор объединил людей разного общественного положения, с разными интересами. Землевладельцы (и католики, и протестанты), занявшие бывшие монастырские земли, опасались реституции своих владений католической церковью. Многие предполагали, что Филипп ввергнет Англию в разорительные войны в интересах Габсбургов. Массы ремесленников, примкнувших к восстанию, страдали от начавшегося в 1551 году кризиса лёгкой промышленности, но невозможно выделить какой-либо цех, который бы существенно выиграл в случае победы мятежников. Те же классы общества выступали и на стороне Марии; Лодс указывает на «замечательное сходство» биографий и общественного положения главы заговора Томаса Уайатта и его непримиримого противника — шерифа графства Кент Роберта Саутвелла. По мнению Лодса, восстание Уайатта в Кенте, в отличие от крестьянских восстаний, не имело классовой составляющей: во время похода на Лондон мятежники-простолюдины не разграбили по своей воле ни одного господского поместья.

## Преждевременное начало

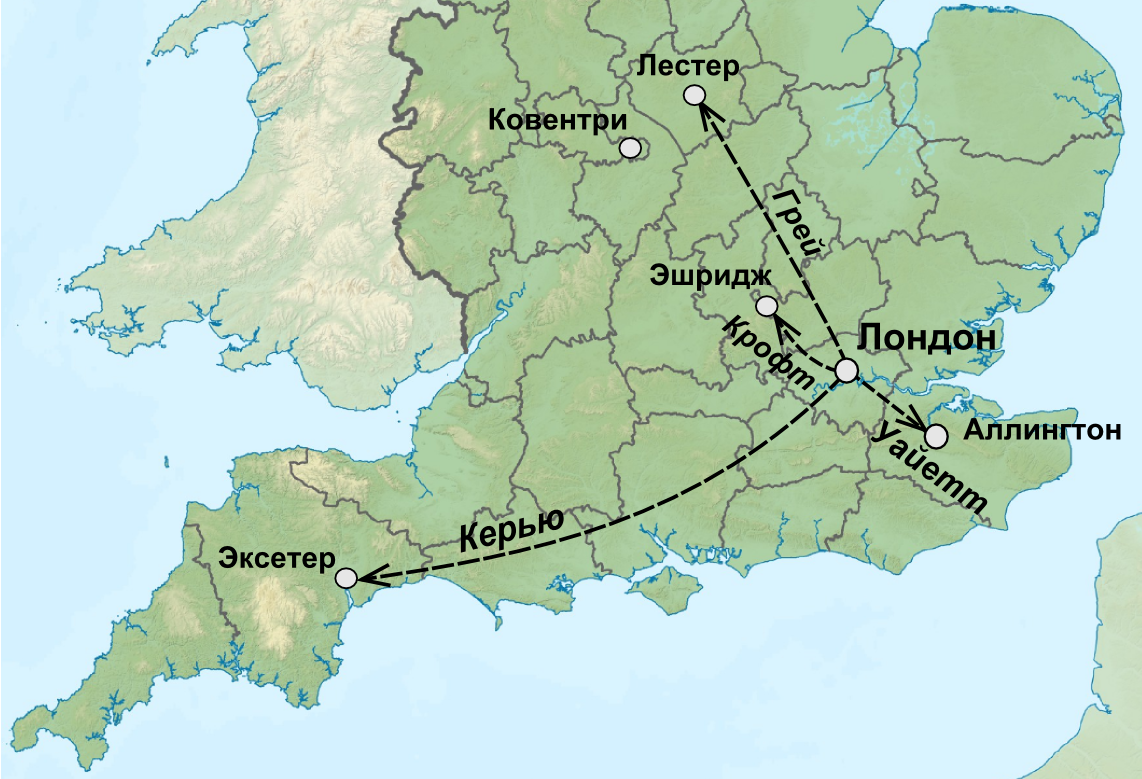
Начало восстания: четверо вождей выдвигаются в районы возмущений

В конце декабря 1553 года сторонники Марии получили первые известия о готовящемся заговоре. В начале января 1554 года Гардинер узнал об этом от самого Кортни. Тогда же, не позднее 7 января 1554 года, о заговоре стало известно и Ренару, и посол поспешил предупредить королеву. Тайный Совет пошёл на беспрецедентный шаг, опубликовав 14 января условия брачного контракта между Марией и Филиппом. Правительство Марии открыло свои карты, приглашая мятежников сделать ответный ход. Те, обнаружив слежку, решили, что пришло время, и 18 января 1554 года начали действовать. Этот мятеж с самого начала распался на четыре независимые друг от друга кампании, и только одна из них, восстание Томаса Уайатта в Кенте, стала реальной угрозой для Марии и её правительства. Выступления Генри Грея и Питера Керью были подавлены без пролития крови, а Джеймс Крофт и вовсе не начинал активных действий.
Питер Керью начал первым. Ещё 2 января 1554 года он получил приказ явиться в Тайный Совет. Цель этого вызова осталась неизвестной; возможно, дело было не связано со слухами о заговоре — но Керью предположил худшее и бежал морем в Девон. В этом графстве мятеж мог иметь прочную поддержку — местное население было всерьёз встревожено слухами о высадке испанцев. Однако в начале января шериф графства, католик сэр Томас Деннис перехватил инициативу, убедил крупнейших землевладельцев сохранить верность Марии и взял под свой контроль стратегический город и порт Эксетер. 17 января Керью открыто объявил начало мятежа, а Деннис объявил в Эксетере осадное положение. 19 января в Эксетер доставили ордер на арест Керью, выписанный Тайным Советом ещё 16 января. Несмотря на симпатии немалой части девонских простолюдинов, Керью не сумел переломить ситуацию в свою пользу. Всё-таки ещё свежа у девонширцев была память о «заслугах» Керью в подавлении восстания 1549 года. Кортни оставался в Лондоне, его девонская родня отказалась примкнуть к мятежу, а немногие открытые союзники Керью, вроде семейства пиратов Киллигрю, принесли больше вреда, чем пользы. Опытный солдат Керью понял, что штурм Эксетера с его силами невозможен, и отказался от борьбы. 23 января он написал Деннису, что уезжает в Лондон, чтобы сдаться на милость Тайного Совета. 24 января Керью демонстративно послал обоз с припасами на свою базу, имитируя подготовку к обороне от правительственных сил, а в ночь на 25 января бежал на пиратской шхуне в Нормандию (по мнению Фруда, бегство Керью было устроено Деннисом, желавшим избежать открытого столкновения).
Генри Грей (герцог Саффолк) оставался в Лондоне до утра 25 января. В день, когда Уайатт поднял в Кенте открытый мятеж, Грей бежал из Лондона на север, поднимать восстание в Лестершире. В тот же день по его следам отправился отряд сторонников Марии. Грей не был популярен в родном графстве, где народ придерживался католицизма и был равнодушен к заклинаниям об «испанской угрозе». Ему позволили агитировать против Марии и Филиппа в Лестере, но он смог завербовать там всего 140 бойцов — вероятно, своих собственных вассалов. 30 января Ковентри, город, который, по мнению Грея, должен был стать ему опорой, отказался открывать ворота мятежникам. Узнав об этом, Грей отказался от борьбы, распустил свой отряд и сдался на милость победителей.
Джеймс Крофт оставался в Лондоне до 19 января включительно. 20 января он навестил в Эшридже Елизавету и безуспешно пытался убедить её уехать подальше от Лондона и Марии. После этого Крофт не предпринял никаких активных действий, и его имя исчезло из исторических свидетельств вплоть до его ареста 13 февраля. Слухи об отрядах мятежников в Хартфордшире, где Крофт собирался поднять мятеж, оказались ложными.
Эдуард Кортни окончательно выбыл из борьбы 21 января. В этот день Гардинер вызвал к себе Кортни и учинил ему жёсткий допрос. Епископ убедил Кортни разорвать все связи с заговором и затаиться, а затем уничтожил компрометировавшие Кортни документы.
До 22 января двор оставался в неведении о самом опасном направлении мятежа, возглавляемом Томасом Уайаттом. Опаснейшим врагом Марии в эти дни казалась Елизавета. Гардинер убеждал Марию в том, что мятежники хотят привести к власти Елизавету, и требовал её немедленного ареста. В июле 1553 года Елизавета легко мобилизовала две тысячи вооружённых всадников — силу, с которой не могли не считаться при дворе. Мария потребовала, чтобы находившаяся в Эшридже, в двадцати семи милях от Лондона, Елизавета немедленно прибыла ко двору в Вестминстер. Елизавета в эти дни была нездорова, но посланники Марии принудили её к переезду. Поездка, занявшая пять суток, фактически была арестом: Марии было необходимо не присутствие Елизаветы в Лондоне, но её изоляция. Свидетельства современников об этом эпизоде крайне противоречивы — ясно только то, что не участвовавшая в заговоре Елизавета не пыталась, да и не могла бежать от сестры.

## Поход Уайатта

### Развёртывание

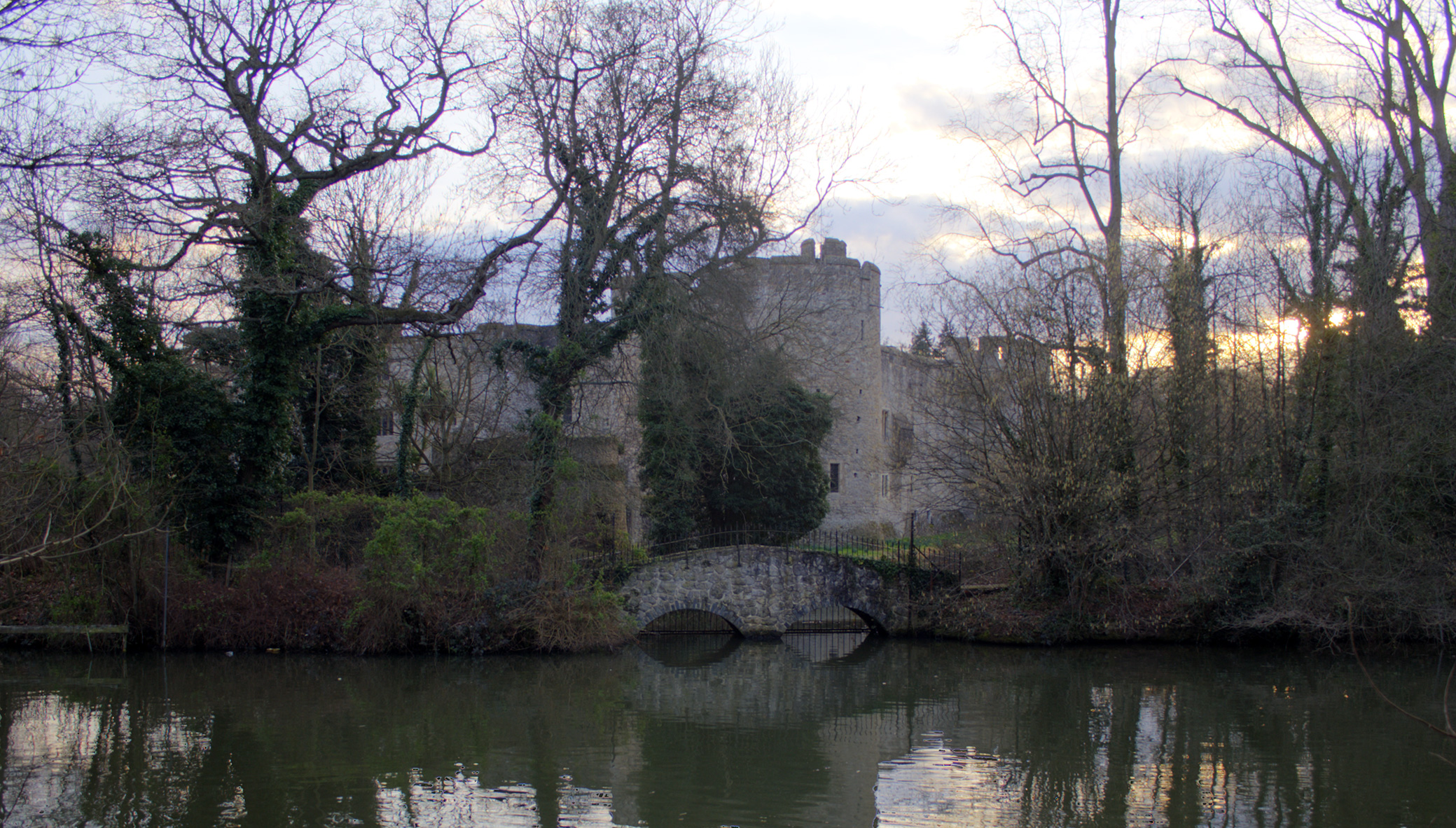
Замок Аллингтон — родовое поместье Уайаттов

В пятницу 19 января Уайатт, сопровождаемый Пикерингом, приехал из Лондона в родовой замок Аллингтон в Кенте. Графство Кент, стратегически расположенное между Лондоном и Па-де-Кале, всегда представляло особый интерес для английских монархов. Тюдоры опасались усиления местных аристократических родов и по возможности вознаграждали своих приближённых именно кентскими землями. Так в конце XV века в Кенте обосновалось семейство Уайаттов, а в 1540-х годах — лондонский судья и земельный спекулянт Роберт Саутвелл, брат вельможи Ричарда Саутвелла. В Кенте сосредоточились поместья действующих чиновников, дипломатов и судей, поэтому местное дворянство, как считали в Лондоне, не представляло угрозы для королевской власти. Крестьяне и городская чернь, напротив, отличались склонностью к возмущениям.
Томас Уайатт-младший в тридцать два года уже имел пятерых детей и успел послужить шерифом графства. Во время восстаний 1549 года он получил опыт организации ополчения, поэтому возмущение среди дворян-протестантов не представляло для него особой проблемы. Его ближайшие союзники Харпер, Калпеппер и Генри Айсли также служили шерифами Кента; Уайатт, Калпеппер и братья Айсли жили в Кенте постоянно и потому имели сильное влияние на тех, кто находился у них в подчинении.

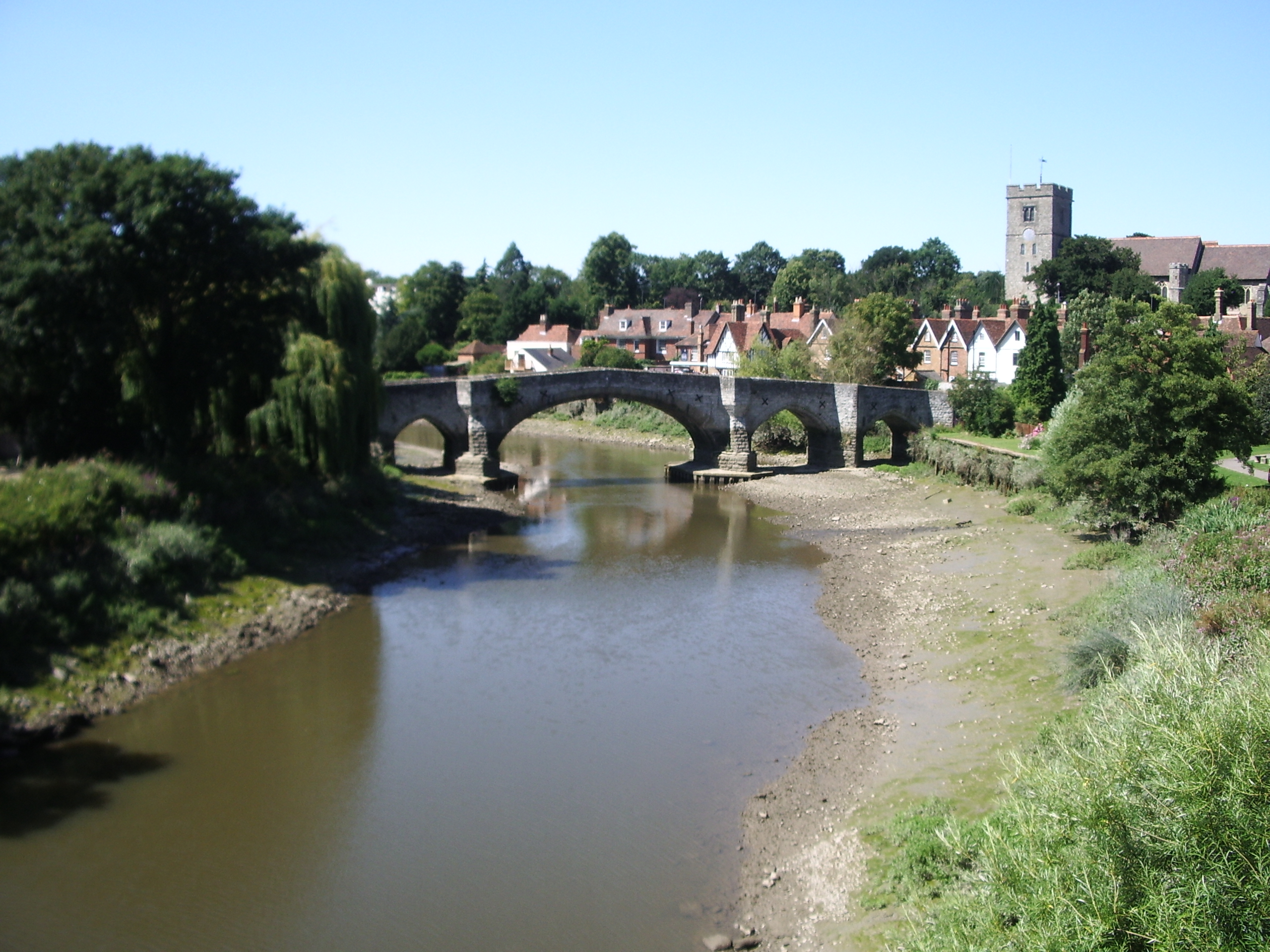
Деревня на реке Медуэй близ Мейдстона — вербовочная база Уайатта. Двенадцать жителей Элфорда были обвинены в участии в мятеже

19 января Уайатт послал гонцов к родственникам и знакомым, приглашая всех собраться на военный совет в замке Аллингтон. 20 и 21 января собравшиеся в замке выработали тактику действий, назначили открытое выступление на 25 января и разослали по всем графствам Англии гонцов с возмутительными прокламациями (они были опубликованы одновременно, 25 января). Уайатт не раскрыл союзникам истинные цели заговора: по его легенде, выступление в Кенте было частью всеобщего движения за спасение королевы «от злых советников и её собственных заблуждений». Уайатт пытался привлечь к заговору Саутвелла (католика, но противника брака Марии и Филиппа) и его свояка лорда Абергавенни, но они остались верны королеве и возглавили сопротивление мятежу. Всего, по данным следствия, в заговор было вовлечено около тридцати кентских дворян, в том числе математик и астроном Леонард Диггс.
22 января до Марии дошли первые слухи о возмущении в Кенте, она послала Уайатту примирительное письмо с предложением начать переговоры о мирном выходе из кризиса. Мария пыталась выиграть время и не собиралась даже обсуждать отказ от брака с Филиппом. Уайатт, понимая намерения королевы, отказался от переговоров и изгнал её гонцов из Кента. 23 января мятежники начали агитировать кентских простолюдинов к восстанию «против испанцев». Саутвелл приметил одного такого агитатора, Уильяма Айсли, но первая попытка мобилизовать местных дворян против мятежа сорвалась — все они «вдруг» куда-то уехали. По материалам судов над мятежниками, Уайатт сумел завербовать жителей 124 церковных приходов по всему графству. Большинство подследственных жили в окрестностях родовых поместий Уайатта и его ближайших союзников. Население прибрежных городов на востоке Кента, находившемся под контролем Саутвелла и Абергавенни, в мятеже не участвовало.
Утром 25 января в деревнях, находившихся под влиянием заговорщиков, зазвонили церковные колокола, и завербованные крестьяне потянулись в города. Уайатт поднял знамя восстания и зачитал воззвание в Мейдстоне, его союзники сделали то же самое в Тонбридже, Рочестере, Маллинге и других городах и местечках. Лишь трое мировых судей тщетно пытались остановить мятеж. Вечером 25 января Саутвелл известил Марию, что положение настолько опасно, что королеве следует покинуть Лондон.

### Победа при Рочестере

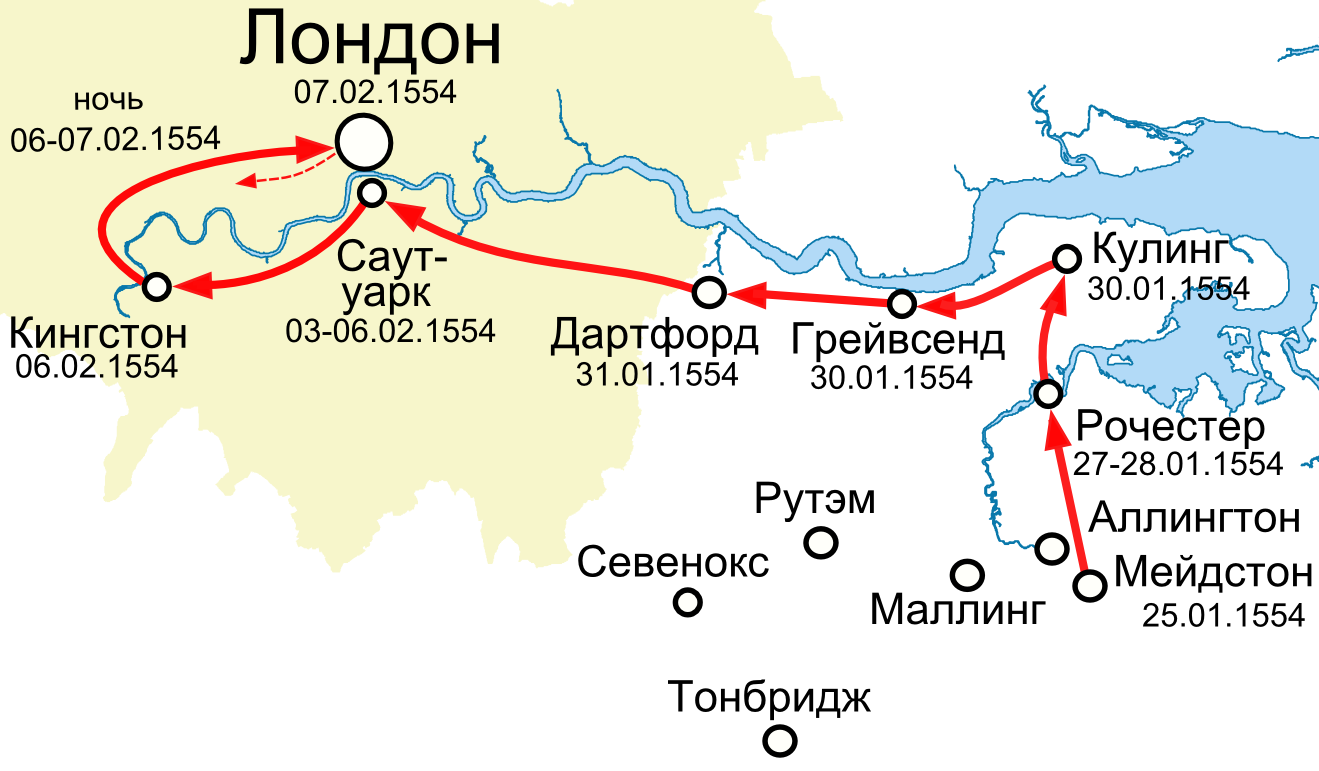
Передвижение главных сил мятежников с 25 января по 7 февраля 1554 года. Цветом выделены современные границы Большого Лондона

26 января Уайатт перехватил королевский караван речных судов с артиллерией и боеприпасами. 26 или 27 января правительство в Лондоне наконец-то провозгласило Уайатта изменником; в ответ Уайатт объявил вне закона Саутвелла, Абергавенни и всех их союзников. Тайный Совет, погрязший в интригах, не собирался помогать Марии: возможно, сильная королева казалась членам Совета бо́льшим злом, чем вооружённый мятеж. Единственным выходом для Марии стало прямое обращение к городской корпорации Лондона. Муниципалитет собрал карательный отряд в 800 ополченцев (англ. Whitecoats), который возглавил престарелый герцог Норфолк. По мнению Лодса, либо Норфолк был выбран за его безоговорочную преданность католицизму, либо его намеренно принесли в жертву. Норфолк не имел никаких шансов: все его офицеры и бо́льшая часть ополченцев сочувствовали мятежникам.
К 27 января Уайатт располагал 2000 бойцов в Рочестере, в 35 милях от Лондона, а сильные отряды братьев Айсли занимали Тонбридж и Севенокс. Местное население — люди, находившиеся в зависимости от Уайатта и его союзников, — не поддерживало лоялистов. Саутвелл и Абергавенни с 600 бойцами перекрыли в Маллинге дорогу, соединявшую Тонбридж и Рочестер, не позволяя Томасу Айсли соединиться с силами Уайатта. Другой отряд лоялистов под началом барона Кобэма (400 бойцов) занимал Грейвсенд.
28 января отряд Генри Айсли (500 бойцов) неожиданно вышел из Севенокса в Рочестер. Саутвелл принял бой и разбил мятежников при Рутэме, взяв около 60 пленных. Генри Айсли бежал из Кента на запад. Жёсткое противодействие Саутвелла мятежникам, по мнению Лодса, могло объясняться его личным конфликтом с Уайаттом, но никаких свидетельств тому не сохранилось. Личная решимость Саутвелла не могла компенсировать слабость его влияния на местное дворянство: он лишь недавно обосновался в Кенте и не имел родственных связей с соседями. Такие связи и влияние имел союзник Саутвелла лорд Абергавенни, наследник древнейшего, но не самого богатого кентского семейства.
После стычки при Рутэме участникам конфликта с обеих сторон показалось, что мятеж достиг высшей точки, но это было ошибкой. В тот же день 28 января Норфолк привёл свои силы (1200 человек, включая отряд из Грейвсенда, при восьми орудиях) к Рочестеру. Из лагеря мятежников к Норфолку бежал Джордж Харпер; командующий радушно принял старого знакомого, а тот убедил его в слабости позиции Уайатта. Ночью Харпер, действовавший по заданию Уайатта, организовал переход лондонцев на сторону мятежников. Утром 29 января, когда Норфолк повёл своё войско на приступ, лондонцы с криком «Мы все англичане! К Уайатту!» (англ. We are all Englishmen! A Wyatt! A Wyatt!) повернули оружие против своего командующего. Норфолк попытался отбиться от лондонцев артиллерийским огнём, а когда мятежники захватили батарею — бежал в Лондон. Барон Кобэм распустил остатки своего отряда и заперся в замке Кулинг, а не участвовавший в сражении Саутвелл (Норфолк не счёл нужным предупредить его) уехал в Лондон, оставив Абергавенни в тылу мятежников. Абергавенни прибыл в Лондон уже в феврале, чтобы возглавить сопротивление в Саутуарке.

### Марш на Лондон

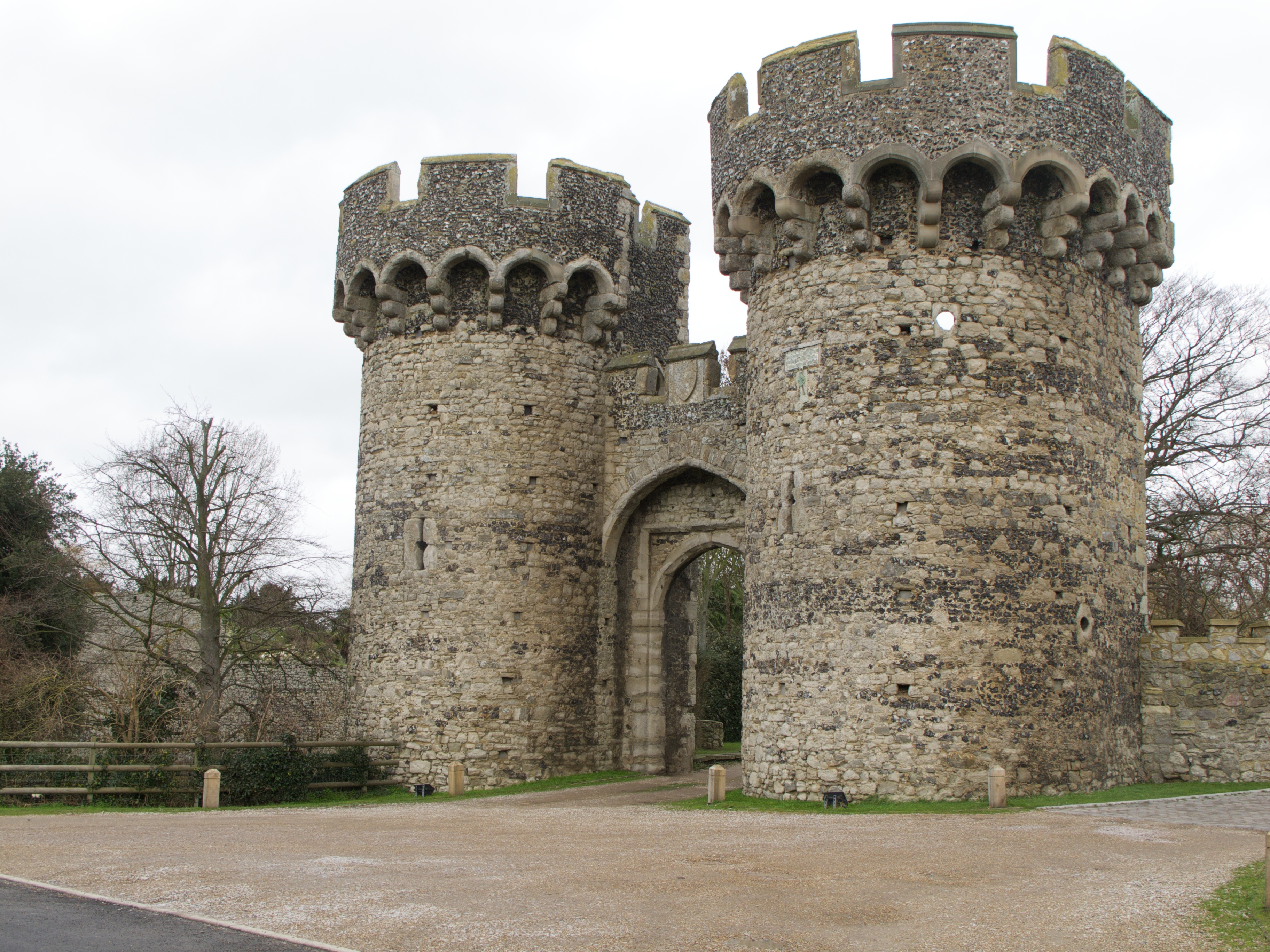
Сохранившиеся ворота замка Кулинг — в XVII веке резиденции баронов Кобэм

Историки считают, что если бы 29 января Уайатт, как советовали ему офицеры лондонцев, немедленно пошёл на незащищённый Лондон, исход восстания мог сложиться в его пользу. Но Уайатт потратил время на второстепенные цели, дав Марии возможность завоевать общественное мнение и организовать сопротивление.
Утром 30 января мятежники силами до 2000 человек осадили принадлежавший тестю Уайатта барону Кобэму замок Кулинг. Барон возглавлял силы лоялистов в Грейвсенде, а трое его сыновей активно участвовали в мятеже. Разбив пушечными выстрелами разводной мост, мятежники разграбили замок и доставили барона к Уайатту. Вечером 30 января мятежники, двигаясь в сторону Лондона, достигли Грейвсенда, вечером 31 января — Дартфорда. Положение Марии стало настолько опасным, что она была готова отложить бракосочетание. Население Лондона открыто склонялось на сторону мятежников. В этот день Мария направила Уайатту второе предложение к перемирию, но не доверявший Марии Уайатт выдвинул неприемлемые встречные условия: королева должна сдать восставшим ключи от Тауэра и стать заложницей Уайатта.
Мирное решение конфликта стало невозможным: возмущённая дерзостью Уайатта Мария решительно настроилась на полный военный разгром мятежа. 1 февраля королева, отказавшись от посредничества неработоспособного Тайного Совета, напрямую обратилась за поддержкой к лондонцам. Сопровождаемая верными лордами Мария приехала в Гилдхолл и разъяснила положение дел лондонскому купечеству. Процитировав издевательские условия Уайатта, Мария признала, что «испанский брак» расколол бы общество, а затем предложила решить вопрос о браке через парламент. Общественное мнение, ещё утром склонявшееся на сторону мятежников, изменилось в пользу королевы. Новым командующим правительственных сил стал Уильям Герберт, граф Пембрук, комендантом города — Уильям Говард. Уильям Пэджет восстановил контроль короны над Тайным Советом. Абергавенни организовал оборону южных предместий Лондона, а Саутвелл вернулся в Кент, чтобы угрожать мятежникам из их собственного тыла.

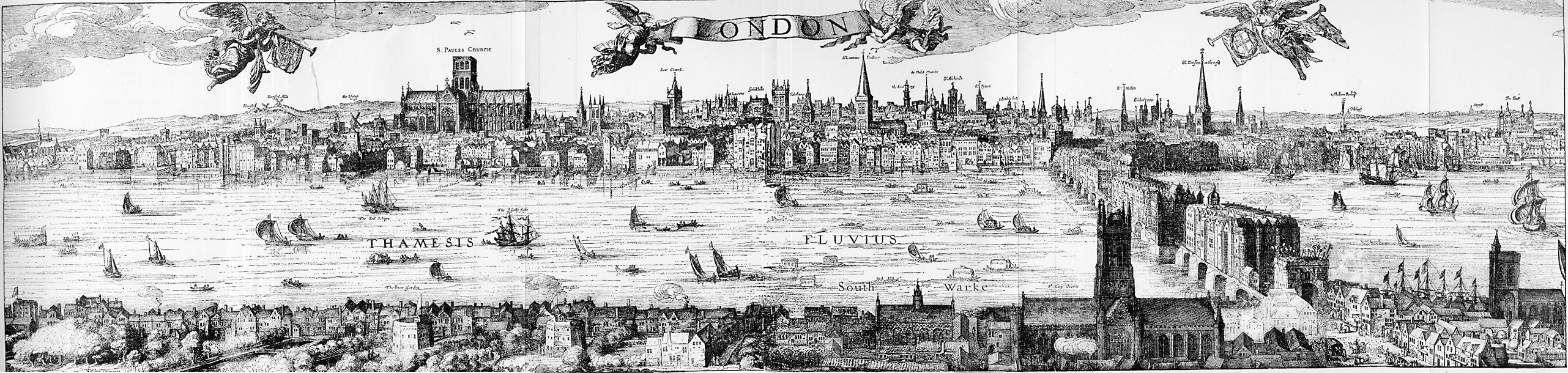
Вид Лондона с южного берега Темзы, гравюра 1616 года. На переднем плане — предместье Саутуарк, справа — Лондонский мост

Утром 3 февраля мятежники дошли до Саутуарка, предместья Лондона на правом (южном) берегу Темзы. Единственный мост через Темзу надёжно охраняли сторонники королевы под началом Абергавенни, и Уайатт не решился на штурм моста. Пемброк, в свою очередь, не предпринимал активных вылазок, справедливо полагая, что время работает против Уайатта. За три дня стоянки в Саутуарке мятежники пополнили свои ряды и ополченцами-перебежчиками, и местными обывателями. Вероятно, последние не столько сочувствовали мятежу, сколько пытались защитить свою собственность от разграбления — однако, за исключением грабежа дворца Гардинера, поведение мятежников было образцовым. На военном совете одни союзники предложили Уайатту вернуться в Кент, чтобы подавить лоялистские отряды, другие — уйти в ещё не охваченный восстанием Эссекс. Но Уайатт рассудил, что ключ к захвату власти остаётся в Лондоне. Совет постановил переправиться через Темзу к западу от Лондона и идти на штурм его западных ворот северным берегом реки. Уайатт заверил восставших, что осада не потребуется: его союзники в Лондоне откроют ворота.
В походе на Лондон участвовали от 2 до 3 тысяч человек, история сохранила имена около 750 из них. 560 из 750 жили в Кенте, большая часть остальных — в Лондоне и Саутуарке. По мнению Лодса, цифра в 750 человек составляет примерно пятую часть от общего числа мятежников и от 40 % до 50 % от ядра активных мятежников.

### Разгром

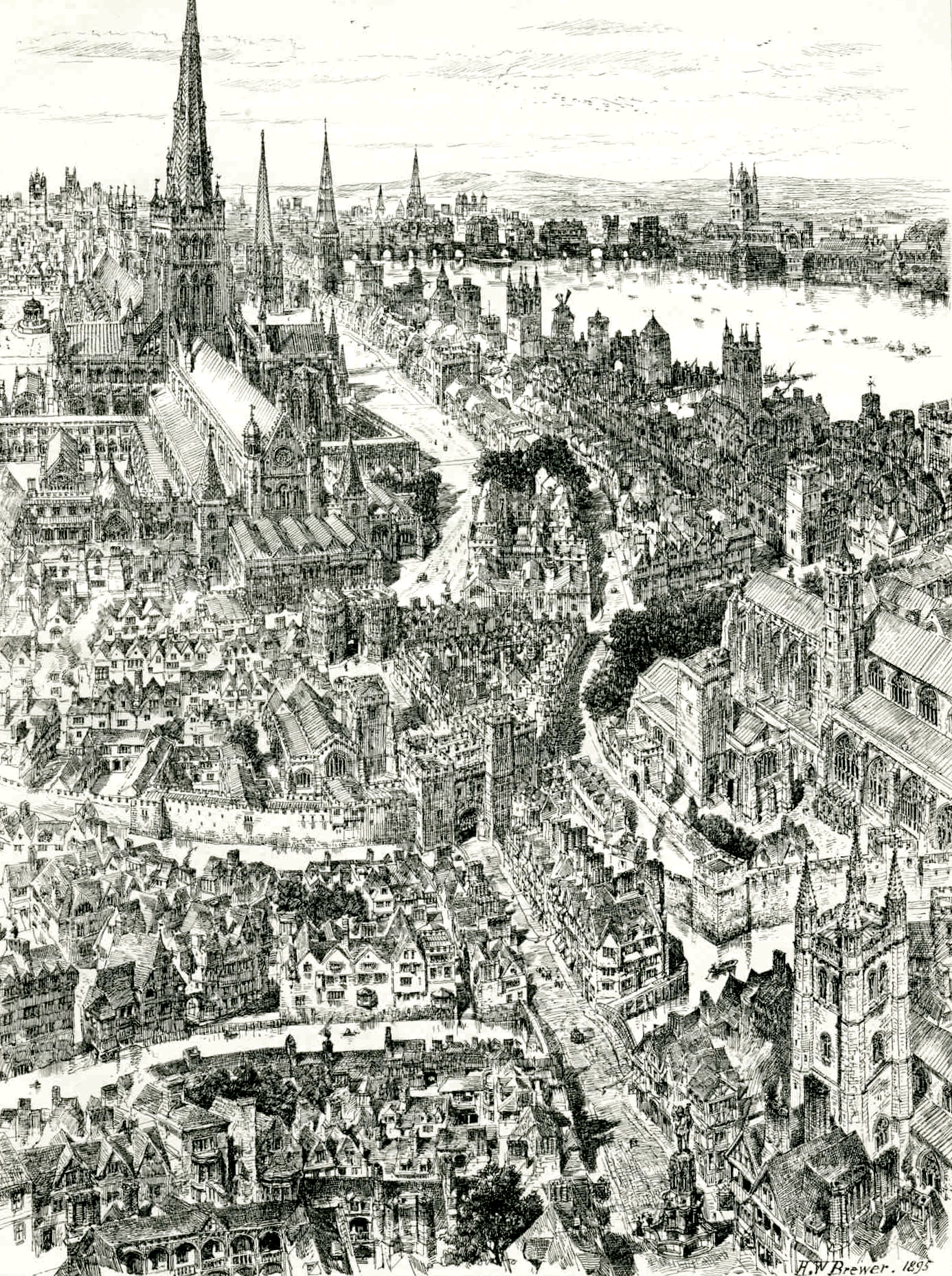
Место последнего боя Уайатта (художественная реконструкция 1895 года). В центре — Ладгейтские ворота, на переднем плане — Флит-стрит. Слева за воротами собор Святого Павла, справа вверху (за рекой) Саутуарк

6 февраля Уайатт увёл своё войско из Саутуарка на юго-запад, в Кингстон-апон-Темс. Мятежники перешли Темзу по Кингстонскому мосту, но их артиллерия увязла в топях. Потеряв несколько часов в тщетных попытках вызволить пушки, ночью с 6 на 7 февраля Уайатт скрытно прошёл левым берегом Темзы к западным предместьям Лондона. На рассвете 7 февраля мятежники увидели цель — городскую стену лондонского Сити, а перед ней — массы войск Пемброка. Лондон был потрясён известием о том, что Уайатт готовит открытый приступ города. Паника и напряжение были вызваны не столько страхом перед Уайаттом, сколько взаимным недоверием среди лондонцев: каждый подозревал каждого в измене.
После непродолжительной остановки в Найтсбридже Уайатт решился на штурм. Протестантский викарий Кингстона Уильям Олбрайт благословил мятежников на решающее сражение. Бой при Чаринг-Кроссе, начавшийся после полудня 7 февраля в лощине между Найтсбриджем и Ладгейтскими воротами лондонского Сити, описан современниками крайне противоречиво. После непродолжительной перестрелки одни правительственные отряды отступили, открыв Уайатту путь к центру города, а другие вовсе бежали. Сын Уайатта Джордж считал, что Пемброк лишь чудом избежал участи Норфолка. По мнению Лодса, Пемброк вышел из боя, опасаясь массовой измены своих ненадёжных ополченцев. Возможно, что Пемброк намеренно отступил, дав мятежникам прорваться к воротам, в расчёте на последующее окружение. Достоверно известно лишь то, что Уайатт, продвигаясь по Стрэнду и Флит-стрит, почти беспрепятственно дошёл до запертых Ладгейтских ворот, которые оборонял Уильям Говард.
Вероятно, Уайатт рассчитывал на повторение событий при Рочестере, но на этот раз лондонские ополченцы сохранили верность королеве. Уайатт не решился на штурм ворот, и около пяти часов вечера его войско, преследуемое правительственными отрядами, отступило на запад к заставе Темпл-Бар. За весь день обе стороны потеряли около сорока человек убитыми, а всего за 18 дней восстания погибли от 60 до 70 человек. Вечером 7 февраля Уайатт сдался на милость победителей, а его ближайшие союзники отказались от продолжения борьбы. Активно сопротивлялся лишь небольшой отряд Катберта Вогана, посланный Уайаттом в Вестминстер. В западных предместьях Лондона начались массовые аресты.

## Суды и казни

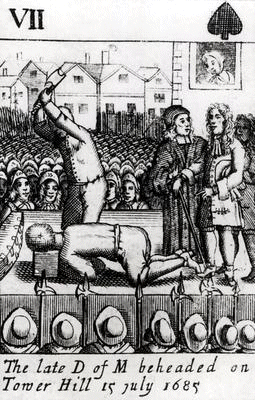
Казнь отсечением головы на Тауэр-Хилл. Гравюра 1685 года

К вечеру 7 февраля почти все видные участники похода Уайатта были арестованы и доставлены в Тауэр, лишь немногим удалось бежать. Вскоре все тюрьмы были переполнены, и арестованных начали размещать в церквях. Саутвелл развернул временный штаб в замке Аллингтон, управляя оттуда карательными отрядами, прочёсывавшими графство. 17 февраля ему на помощь пришли 300 всадников герцога Пемброка. Кентские тюрьмы, как и лондонские, быстро переполнились, а каратели не торопились судить мятежников, ожидая сигналов из Лондона. Не было ясно, готова ли Мария к массовым казням, или же она предпочтёт помиловать простых мятежников.
После разгрома мятежа придворные партии сделали свои, разные, выводы из произошедшего. Ренар решил, что испанские интересы в Англии требуют физического устранения Елизаветы и Кортни. Защищавший Кортни Гардинер решил, что безопасность страны требует искоренить протестантизм. Пэджет, представлявший военную партию, настаивал на помиловании мятежников. Карл V призывал Марию жёстко покарать зачинщиков и проявить милость к рядовым мятежникам. Сама же Мария убедила себя, что народ Англии всё-таки поддерживает её, а восстание Уайатта — дело немногочисленных «еретиков и агитаторов». После того, как прошла горячка первых дней февраля, она передала следствие и руководство судом Тайному Совету.
Первый суд над тридцатью тремя лондонцами, перешедшими на сторону Уайатта при Рочестере, прошёл уже 10 февраля. 12 февраля в Лондоне осудили ещё 147 человек. В этот день в Лондоне были выстроены первые виселицы, а в Тауэре были тайно обезглавлены леди Джейн Грей и её муж. Первая массовая казнь 45 мятежников состоялась в Лондоне 14 февраля. В Лондоне казнили только местных жителей, а кентских мятежников (включая братьев Айсли, Вогана, Диггса, кроме самого Уайатта) Совет отправил в руки Саутвелла. Некоторые из осужденных дворян были помилованы, а спустя несколько дней — вновь приговорены. Александр Бретт (капитан лондонцев, перешедших к мятежникам при Рочестере) был казнён, а Воган и Диггс выжили. Генри Грей, отец леди Джейн, был обезглавлен 23 февраля.
К концу февраля были осуждены около 480 человек, но массовые казни вновь откладывались. Затем около шестисот человек, скованных по двое и по трое, привели под конвоем к Марии, и королева, к восторгу лондонцев, отпустила их на свободу. По подсчётам историков, основной удар правосудия пришёлся на жителей Лондона: из 76 приговорённых к смерти были казнены 45 человек. Из 350 приговорённых жителей Кента были казнены менее тридцати (включая Уайатта и ещё семь или восемь дворян). Общее число казнённых, по мнению Лодса, не превысило сотни человек, из которых 71 известен поимённо.
11 апреля 1554 года Уайатт был казнён на Тауэр-Хилл. Ему дозволили произнести речь, в которой он защищал невиновность Елизаветы и Кортни. Палач сумел обезглавить Уайатта с одного удара, тело казнённого проволокли по улицам Лондона, а отрубленную голову выставили на шесте близ Тайберна. Через несколько дней она пропала без следа — так же, как 19 годами раньше пропала голова Томаса Мора.
17 апреля 1554 года состоялся суд над Николасом Трокмортоном. Обвинение против него опиралось на показания Катберта Вогана, защищался Трокмортон самостоятельно: уголовный процесс XVI века не допускал участия адвокатов по делам о государственной измене. После десяти часов прений суд присяжных оправдал Трокмортона. Присяжные, осмелившиеся воспротивиться воле королевы, были отправлены на полгода в тюрьмы, а Трокмортон остался в Тауэре. Обвинение не сумело собрать новых доказательств против него, и 18 января 1555 года он был выпущен под залог в 2000 фунтов. Процесс Трокмортона стал важной вехой в развитии британской юстиции. Уже в елизаветинские времена его материалы изучались и комментировались, в XVII веке защита Трокмортона стала образцом для новых «государственных преступников», а в XVIII—XX веках протоколы процесса неоднократно переиздавались.
Ни один мятежник, включая арестованного 12 февраля Кортни, не дал следователям показаний против Елизаветы. Установленные следствием эпизоды не давали повода к уголовному преследованию принцессы. 16 марта 1554 года Гардинер устроил Елизавете допрос с пристрастием, но та проявила выдержку и ничего не признала. 18 марта Елизавету заключили под стражу в Тауэр. Ренар вновь требовал казнить Елизавету, но большинство Тайного Совета решило спасти её как единственную законную наследницу бездетной Марии. К концу апреля враги Елизаветы окончательно убедились, что не имеют на руках никаких доказательств для законного суда, а незаконная расправа могла вызвать народное возмущение. Режим содержания принцессы и её свиты в Тауэре смягчили, а затем Елизавету сослали в Вудсток. Во дворец она вернулась лишь в апреле 1555 года, во время ложной беременности Марии.

## Значение восстания
Историки считают, что в январе 1554 года Уайатт был ближе к захвату верховной власти, чем любой другой мятежник эпохи Тюдоров. Но, по мнению Флетчера и МакКаллока, значение восстания Уайатта было не в этом, а в его поражении. До восстания Уайатта дворянство признавало мятеж крайним, но всё же приемлемым средством разрешения политических кризисов. Крах восстания убедил английский правящий класс в том, что время мятежей прошло. Дворянская оппозиция сосредоточилась на парламентских средствах противодействия воле королевы и быстро научилась использовать парламент в своих интересах. Уже при жизни Марии парламент вначале воспрепятствовал коронации Филиппа и обеспечил права Елизаветы на престолонаследие, а затем убедил Марию в невозможности реституции церковных земель.
По мнению Лодса, поражение Уайатта объединило оппозиционное дворянство вокруг Елизаветы. Эта оппозиция, вслед за самой Елизаветой, отказалась от радикальных действий. Современник восстания, казначей Джон Харрингтон сочинил эпиграмму: «Мятеж не может кончиться удачей, В противном случае его зовут иначе» (перевод С. Я. Маршака; англ. Treason doth never prosper. What's the reason? Why, if it prosper, none dare call it treason). Именно представители партии умеренных и составили правительство Елизаветы, а радикалы (исключая Трокмортона) оказались на второстепенных ролях. Елизавета прекрасно понимала вскрытую восстанием Уайатта угрозу со стороны дворян-парламентариев и их безземельных младших сыновей — той самой силы, что возглавила восстание Уайатта. Елизавета подчинила внутреннюю политику идее примирения с дворянством, а внешние войны и колониальные захваты поглотили энергию наиболее активной его части — в том числе бывших заговорщиков Арнолда, Керью и Вогана.

## Судьбы выживших мятежников
- Николас Арнолд[англ.] (1507—1580) был выпущен из Тауэра в январе 1555 года. В апреле — сентябре 1556 года он был арестован по подозрению в участии в заговоре Генри Дадли[англ.], но снова был освобождён. В 1560-е годы активно участвовал в колонизации Ирландии, соперничал за влияние с лордом-лейтенантом Ирландии графом Сассексом. После удаления из Ирландии много лет представлял в парламенте графство Глостер[126].

- Катберт Воган (1520—1563) после освобождения продолжил жизнь солдата. В 1563 году он погиб в Гавре при обороне города от католиков[127].

- Леонард Диггс[англ.] (около 1515—1559) лишился имущества, но сохранил жизнь. После восстания он прожил всего пять лет, его трактат «Stratioicos» был издан посмертно. Его сын Томас Диггс (1546—1595) также стал математиком и астрономом, внук Дадли Диггс[англ.] (1583—1639) — дипломатом, внук Леонард Диггс[англ.] (1588—1635) — писателем.

- Питер Керью[англ.] (1514—1575), эмигрировавший во Францию, несколько месяцев пытался найти финансирование для мятежа Генри Дадли[128]. Летом 1556 года Керью был арестован Пэджетом во Фландрии, вывезен в Англию и отсидел несколько месяцев в Тауэре. В 1557 году Керью участвовал в военной экспедиции во Францию. В 1568 году Керью отправился в Ирландию, чтобы вернуть контроль над якобы принадлежавшими ему землями. Судебные споры быстро переросли в вооружённый конфликт с местными землевладельцами и спровоцировали первый мятеж Десмонда[англ.]. Правительство Елизаветы, увязшее в колонизации Ирландии, посчитало действия Керью слишком радикальными и принудило его вернуться в Англию. Вскоре после смерти Керью Джон Хукер[англ.] написал его подробную биографию, одну из первых английских книг этого жанра. По мнению историка эмиграции XVI века Кристин Гарретт, Керью «возможно, был самой значительной и пророческой фигурой среди всех деятелей эмиграции [времён Марии Тюдор]»[129].

- Эдвард Кортни находился под стражей сначала в Тауэре, а затем в замке Фотерингей до начала апреля 1555 года[130]. В конце апреля или начале мая 1555 года Кортни уехал в изгнание[131]. Почти полгода он провёл при дворе Карла V в Брюсселе, а с января 1556 года обосновался в Падуе[132]. Смерть Кортни 18 сентября 1556 года породила устойчивые слухи о его отравлении[133].

- Джеймс Крофт (около 1518—1590) выдержал пытки в Тауэре, но не оговорил Елизавету. Взойдя на престол, Елизавета восстановила Крофта в правах на конфискованное при Марии имущество, а сам Крофт стал клиентом елизаветинского фаворита Роберта Дадли[134]. С 1563 года до своей смерти Крофт представлял Хартфордшир в парламенте и занимал второстепенные должности в местной администрации.

- Уильям Пикеринг (1515 или 1516—1575) в феврале 1554 года бежал во Францию, где вместе с Керью готовил морскую операцию против «испанских захватчиков». В марте 1555 года он был помилован и вскоре вернулся в Англию. После коронования Елизаветы иностранные послы доносили, что неженатый Пикеринг был наиболее вероятным кандидатом в мужья Елизаветы, но сам Пикеринг публично отрицал это. Он не вернулся в большую политику и прожил остаток жизни в своих поместьях[128][135].

- Николас Трокмортон[англ.] (1515 или 1516—1571) в июне 1556 года бежал из страны, опасаясь преследования в связи с заговором Генри Дадли[118]. Благодаря заступничеству многочисленной родни (у Трокмортона было семь братьев[136]) в 1557 году он добился помилования и вернул конфискованные поместья. Вернувшись в Англию, Трокмортон установил контакт с Елизаветой и примкнул к протестантской партии[137]. После воцарения Елизаветы Трокмортон сделал быструю придворную карьеру, служил послом во Франции и при дворе Марии Стюарт. В 1570 году Трокмортона заподозрили в участии в Северном восстании, взяли под стражу, но вскоре освободили из-за его нездоровья. Он умер под следствием, но на свободе в феврале 1571 года[138][139].

Полный список выживших и эмигрировавших из страны мятежников приводится в биографическом словаре Кристин Гарретт «Эмигранты эпохи Марии» (англ. The Marian Exiles), впервые изданном в 1938 году.

## Восстание в культуре
Первое краткое описание восстания, составленное Джоном Митчеллом, было напечатано уже в марте 1554 года в виде главки «Краткой хроники королей Англии». Полное историческое описание составил в том же году священник Джон Проктор. В январе — феврале 1554 года Проктор заведовал школой в Тонбридже, в одиннадцати милях от базы Уайатта в Мейдстоуне. «История восстания Уайатта» Проктора была издана в конце декабря 1554 года в Лондоне и переиздана в январе 1556 года. Проктор придерживался верноподданической позиции и католической веры и искал причины возмущения в ереси, которую сам Уайатт якобы скрывал от своих сообщников. После двух изданий книга Проктора была надолго забыта, но в XX веке она была вновь признана важнейшим историческим источником.
В 1995 году вышел роман Барбары Кайл «Дочь короля» (The King’s Daughter), действие которого происходит в Лондоне во время восстания Уайатта.
В кинематографе восстание Уайатта отражено эпизодически — как развязка истории леди Джейн Грей или как завязка истории о приходе к власти Елизаветы. В фильме 1986 года «Леди Джейн» восстание показано с точки зрения семейства Генри Грея. Роль Генри Грея, отправляющегося поднимать мятеж, исполнил Патрик Стюарт. В телефильме 2005 года «Королева-девственница», начинающемся с ареста Елизаветы 18 марта 1554 года, показаны сцены пыток и казни Уайатта (в роли Томаса Уайатта — Брайан Дик). В английском телеспектакле 1971 года «Елизавета R», главной темой которого стала эволюция взаимоотношений Марии и Елизаветы, произнесённые Уайаттом слова («Боже, храни принцессу Елизавету» вместо «Боже, храни королеву Марию») стали поводом к изменению в поведении Марии. По замыслу создателей спектакля, Мария и в ходе восстания, и после него сохраняла тёплые отношения к сводной сестре — до того, как Уайатт под пытками оговорил Елизавету. Слова Уайатта разрушили хрупкий мир в королевской семье, Мария потеряла веру в людей и погрузилась в религиозный фанатизм.